# Scott McCallum
Pour les articles homonymes, voir McCallum.
Scott McCallum, né le 2 mai 1950 à Fond du Lac, est un homme d'affaires et politique américain membre du Parti républicain. Il est le quarante-troisième gouverneur de l'État du Wisconsin de 2001 à 2003 et son lieutenant-gouverneur de 1987 à 2001.

## Biographie
Diplômé en science politique et en économie, il commença sa carrière politique en 1976 en étant élu au Sénat de l'État du Wisconsin.
En 1982, il échoue à obtenir le poste de sénateur au Congrès fédéral mais en 1986, est choisi comme colistier par Tommy Thompson pour le poste de lieutenant-gouverneur.
De 1987 à 2001, Tommy Thompson sera réélu quatre fois gouverneur avec McCallum comme colistier.
En 2001, à la suite de la nomination de Tommy Thompson dans le gouvernement de George W. Bush au poste de secrétaire d'État à la santé, McCallum devint automatiquement gouverneur pour terminer les deux dernières années de mandat de Thompson.
En novembre 2002, McCallum tente de se faire élire gouverneur pour un mandat complet. Le succès du candidat libertarien Ed Thompson (frère de Tommy Thompson) avec 10 % des suffrages contribue à la défaite de McCallum avec 41 % des voix contre 44 % au démocrate Jim Doyle.